# Bluze albastre (revistă)
Bluze Albastre a fost o revistă de literatură proletară înființată la 5 iunie 1932 de Alexandru Sahia.
Prin revista sa, Alexandru Sahia își definea cu fermitate scopul militant în problemele artei revoluționare. În editorialul „Linia generală”, Sahia afirma că revista se situează de cealaltă parte a baricadei, care nu masca realitățile, militând pentru: 1) literatura activistă; 2) literatura critică; 3) literatura proletară, obiective care cereau să fie scoasă din adâncurile vieții o literatură menită să dezgolească realitățile groaznice, îmbrobodite și mutilate de esteții inconștienți sau voiți în slujba burgheziei.
La revistă au colaborat, printre alții, George Ivașcu, Mihnea Gheorghiu, George Macovescu, Haig Acterian, Alexandru Jar, Petre Pandrea, Geo Bogza, Ion Valentin Anestin.
După ce Alexandru Sahia a publicat „Uzina vie” și „Revoltă în port”, revista a fost suprimată de cenzură, la 31 iulie 1932, după ce apăruseră numai patru numere, pentru „atitudine revoluționară în problemele artei și literaturii”.
În 1933, Mircea Eliade prezenta astfel colaboratorii revistei:
Sper că nu mai e nevoie să prezint grupul de literați și proletari din jurul revistei „Bluze Albastre”. Ei sunt cunoscuți prin delicioasa lor impertinență (și asta ne bucură, pentru că așa am rămas și noi), prin aventuroasa lor schimbare de patroni (și asta dovedește căutare, primenire, emancipare), prin ignoranța lor orgolioasă și admirabilul lor dispreț pentru orice muncă intelectuală organizată, pentru orice „spiritualitate”, orice lectură fără „imprimatur” de la Moscova și orice gratuitate artistică.